# Un couple épatant
Un couple épatant je francouzsko-belgická filmová komedie z roku 2003, kterou režíroval Lucas Belvaux. Jedná se o poslední díl trilogie, jejíž další dva díly jsou Po životě a Cavale. Snímek měl světovou premiéru na Mezinárodním filmovém festivalu v Torontu dne 12. září 2002.

## Děj
Cécile a Alain spolu žijí dvacet let. Ona je učitelkou, on je šéfem malé high-tech společnosti v Grenoblu. Jejich vztah je zjevně nezničitelný, k velkému zoufalství Georgese, rodinného přítele lékaře, který tajně touží po Cécile. Ta má v poslední době pocit, že před ní manžel něco tají. Alain si totiž myslí, že jeho dny jsou sečteny. Georges ho musí operovat, aby zjistil více.

## Obsazení
| Ornella Muti       | Cécile Costes          |
| François Morel     | Alain Costes           |
| Valérie Mairesse   | Claire                 |
| Dominique Blancová | Agnès Manise           |
| Gilbert Melki      | Pascal Manise          |
| Lucas Belvaux      | Pierre / Bruno Le Roux |
| Catherine Frot     | Jeanne Rivet           |
| Raphaële Godin     | Louise                 |
| Bernard Mazzinghi  | Georges Colinet        |
| Patrick Depeyrrat  | Vincent                |
| Vincent Colombe    | Rémy                   |

## Ocenění
- Cena André-Cavense za nejlepší belgický film
- Cena Louise Delluca
- Mélièsova cena